# Dhuwakot (Dhading)
Dhuwakot (nep. धुवाकोट) – gaun wikas samiti w środkowej części Nepalu w strefie Bagmati w dystrykcie Dhading. Według nepalskiego spisu powszechnego z 2001 roku liczył on 1009 gospodarstw domowych i 5536 mieszkańców (2991 kobiet i 2545 mężczyzn).